# Делейни, Джо
Джо Де́лейни (англ. Joe Delaney) — ирландский бывший профессиональный игрок в снукер. Родился 4 августа 1972 в Дублине, Ирландия.

## Карьера
Наиболее примечательным событием для Делейни является выход в 1/16 чемпионата мира 2007, где он уступил Мэттью Стивенсу со счётом 2:10. 
Кроме снукера, Делейни также вместе с отцом и братом занимается мебельным бизнесом, выпуская сидения для ночных клубов и кинотеатров.